# Herb Oziorska

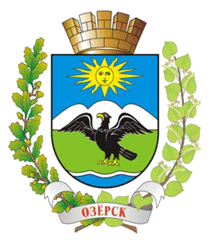
Herb Oziorska

Herb Oziorska przedstawia czarnego orła ze złotym dziobem na łące. Na drugim planie widać góry, a nad nimi słońce. Herb jest otoczony wieńcem dębowym z lewej strony i lipowym z prawej. Wieniec ten jest na dole spleciony wstążką z napisem Озёрск (Oziorsk). Tarcza zwieńczona jest złotą koroną.
Herb został zatwierdzony 31 maja 2006.